# Драпиньский, Игор
И́гор Драпи́ньский (пол. Igor Drapiński; род. 31 мая 2004, Коло, Польша) — польский футболист, защитник клуба «Висла» (Плоцк).

## Карьера
Играл в молодёжной команде «УКС СМС». В молодёжном первенстве Польши сыграл в сентябре 2019 года против сверстников из «Шлёнска».
В июле 2021 года стал игроком «Вислы» из Плоцка. Дебютировал в Экстракласе 25 февраля 2022 года в матче с «Ракувом», заменив Душана Лагатора на 77-й минуте.